# 荻野昌弘
荻野 昌弘（おぎの まさひろ、1957年1月15日 - ）は、日本の社会学者、関西学院大学社会学部教授・学部長。専攻は文化社会学、歴史社会学、社会学理論。

## 人物・来歴
千葉県生まれ。1982年ポール・ヴァレリー大学（モンペリエ第三大学）社会学卒、1988年パリ第7大学大学院社会科学研究科博士課程修了、博士（社会学）。関西学院大学社会学部助教授、教授、2012年学部長。

## 著書
- 『資本主義と他者』関西学院大学出版会 1998
- 『零度の社会 詐欺と贈与の社会学』世界思想社 2005
- 『開発空間の暴力―いじめ自殺を生む風景』新曜社 2012 ISBN　978-4-7885-1269-6

### 共編著
- 『社会学の世界』正村俊之、三上剛史、中島道男、小林久高共著 八千代出版 1995
- 『変身の社会学』宮原浩二郎共編 世界思想社 1997
- 『マンガの社会学』宮原浩二郎共編 世界思想社 2001
- 『文化遺産の社会学 ルーヴル美術館から原爆ドームまで』編 新曜社 2002
- 『ブルデュー社会学への挑戦』斉藤悦則共編 恒星社厚生閣 日仏社会学叢書 2005
- 『社会調査と権力 〈社会的なもの〉の危機と社会学』田中耕一共編 世界思想社 2007
- 『差別と排除の「いま」 第3巻　文化・メディアが生み出す排除と解放』編著 明石書店 2011
- 『３・１１以前の社会学　阪神・淡路大震災から東日本大震災へ』蘭信三共編　生活書院、2014